# Качча, Габриэле Джордано
Габриэле Джордано Качча (итал. Gabriele Giordano Caccia; род. 24 февраля 1958, Милан, Италия) — итальянский прелат и ватиканский дипломат. Титулярный архиепископ Сепино с 16 июля 2009. Апостольский нунций в Ливане с 16 июля 2009 по 13 сентября 2017. Апостольский нунций на Филиппинах с 13 сентября 2017 по 16 ноября 2019. Постоянный наблюдатель Святого Престола в ООН с 16 ноября 2019.